# Cobacella rubescens
Cobacella rubescens är en insektsart som först beskrevs av Fowler 1900.  Cobacella rubescens ingår i släktet Cobacella och familjen Derbidae. Inga underarter finns listade i Catalogue of Life.